# 霍里尼奇
51°55′31″N 25°48′12″E / 51.92528°N 25.80333°E
霍里尼奇（烏克蘭語：Гориничі），是烏克蘭西北部里夫內州瓦拉什区的村落，隸屬洛克尼察市鎮，始建於1855年，面積8.58平方公里，海拔高度137米，2001年人口66，人口密度每平方公里7.7人。